# 新米哈伊利夫卡 (海尼切斯克區)
46°14′19″N 34°29′17″E / 46.23861°N 34.48806°E
新米哈伊利夫卡（烏克蘭語：Новомихайлівка）是位於烏克蘭南部的村莊，由赫爾松州海尼切斯克區的新特羅伊茨凱市鎮負責管轄。該村始建於1821年，面積43.7平方公里，海拔高度21米，2001年人口894，人口密度每平方公里20.5人。